# José Alvarado
José Alvarado (n. 5 de marzo de 1989 en Coatepeque) es un futbolista guatemalteco, que comenzó a jugar en las divisiones inferiores del Deportivo Coatepeque como mediocampista jugó en varios equipos de liga nacional y actualmente juega en el Deportivo Coatepeque en Liga Nacional de Fútbol de Guatemala.

## Trayectoria
Se inició en las filas del Deportivo Coatepeque llegando a ser campeón con la sub-20 de dicho club, luego pasó a formar parte de las filas del Deportivo Ayutla en el año 2007 donde llegaría a debutar, en el 2008 regresaría al Deportivo Coatepeque donde jugó solo un torneo y tuvo regular participación, en el 2009 recibió una oferta para ir a militar al Deportivo Sacachispas en la Primera División de Guatemala donde tuvo problemas al ser inscrito en dicho equipo y no le dieron mucha participación durante el torneo, regresaría nuevamente al Deportivo Coatepeque en el 2010 para obtener más minutos de participación hasta el torneo Clausura 2011 de la Primera División de Guatemala año en el que recibió propuesta del Deportivo Xinabajul donde estuvo por el torneo Apertura 2011 ya que seguidamente sufrió una lesión que lo dejaría fuera por 6 meses de toda actividad deportiva. Tras su lesión regreso al Deportivo Coatepeque en el 2012 con el cual lograría el ascenso a la Liga Nacional de Fútbol de Guatemala en el Torneo Clausura 2013.

## Estadísticas
| Club                    | Temporada           | Liga | Liga  |
| Club                    | Temporada           | PJ   | Goles |
| ----------------------- | ------------------- | ---- | ----- |
| Ayutla · Guatemala      | 2007-08             | 36   | 6     |
| Ayutla · Guatemala      | Total               | 36   | 6     |
| Coatepeque · Guatemala  |                     |      |       |
| 2008                    | 16                  | 3    |       |
| Total                   | 16                  | 3    |       |
| Sacachispas · Guatemala |                     |      |       |
| 2009                    | 4                   | 0    |       |
| Total                   | 4                   | 0    |       |
| Coatepeque · Guatemala  |                     |      |       |
| 2009-2010               | 9                   | 1    |       |
| 2010-2011               | 28                  | 4    |       |
| Total                   | 37                  | 5    |       |
| Xinabajul · Guatemala   | 2011                | 18   | 0     |
| Xinabajul · Guatemala   | Total               | 18   | 0     |
| Coatepeque · Guatemala  |                     |      |       |
| 2012-2013               | 34                  | 6    |       |
| 2013-2014               | 14                  | 1    |       |
| Total                   | 48                  | 7    |       |
| Total en su carrera     | Total en su carrera | 159  | 21    |